# 小行星17193
小行星17193（17193 Alexeybaran）是一颗绕太阳运转的小行星，为主小行星带小行星。该小行星于1999年12月12日发现。

## 轨道参数
小行星17193的轨道半长轴为2.2921579 UA，离心率为0.105。